# Ján Beňo
Ján Beňo (* 3. říjen 1933, Slatinka) je slovenský prozaik, publicista, překladatel a autor literatury pro mládež.

## Život
Narodil se v rodině železničního dělníka. Vystudoval na Filozofické fakultě Univerzity Komenského v Bratislavě obor slovenština-ruština. V letech 1957-1959 byl asistentem na Vyšší pedagogické škole v Banské Bystrici, krátce redaktorem Československého rozhlasu, v letech 1960-1966 redaktorem deníku Smena a následně redaktor v časopise Romboid. V letech 1974-1976 pracoval jako šéfredaktor vydavatelství Slovenský spisovateľ, později zástupce šéfredaktora. V letech 1993-1995 pracoval na ministerstvu kultury. Po celou dobu se však věnoval i literární práci.

## Tvorba
Beňovými prvními literárními počiny byly recenze a kritiky na současnou tvorbu, a také krátké povídky, které uveřejňoval časopisecky. Jeho knižní debut se datuje k roku 1964, kdy mu vyšla sbírka povídek Každý den narozeniny. Věnoval se pak dále psaní novel, povídek, románů, ale také televizních a rozhlasových her, publicistice a literární kritice. Ve svých dílech se snažil poukazovat na ty světlejší stránky a kladné hodnoty života, vyjadřoval v nich svou touhu po životní vyrovnanosti, což však neznamená život bez problémů a zápasů. Jeho postavy jsou neustále hledající, obrácené ne do sebe ale k světu a životu se vším, co jim nabízí a co od nich požaduje. Kromě vlastní tvorby se věnoval také překladům z ruštiny.

## Dílo
- Seznam děl v Souborném katalogu ČR, jejichž autorem nebo tématem je Ján Beňo

### Tvorba pro dospělé
- 1964 – Každý deň narodeniny (povídky)
- 1968 – Nad modrým svetom (povídky)
- 1971 – Braček Rozum, sestrička Harmónia (novela)
- 1975 – Alej lásky (povídky)
- 1977 – Druhý semester (novela)
- 1978 – So synom (román)
- 1980 – Predposledný odpočinok (román)
- 1982 – Vyberanie hniezda (povídka)
- 1986 – Kým príde veľryba (román)
- 1988 – Dobrodinec (satirická novela)
- 1990 – Výkrik (román)
- 1994 – Žena v snehu (román)
- 1997 – Maslo na hlave (povídky)
- 1997 – Na svoj národ nedám dopustiť (aforismy, glosy, fejetony)

### Tvorba pro mládež
- 1971 – Jeden granát pre psa
- 1973 – Ondrej Ondrejko a Zeleň kráľ
- 1974 – Škola sa začína v máji
- 1975 – Kozí syr
- 1978 – Sneh je môj kamarát
- 1978 – Letná fujavica
- 1980 – Tisíc vymeškaných hodín
- 1992 – Mačací kráľ
- 1993 – Starý husár a nočný čert
- 1998 – O Kubovi najkubovskejšom na svete